# 阿韋拉多帕爾多萊薩梅塔區
阿韋拉多帕爾多萊薩梅塔區（西班牙語：Distrito de Abelardo Pardo Lezameta），是秘魯的一個區，位於該國北部安卡什大區的博洛涅西省，始建於1956年1月28日，面積11.31平方公里，海拔高度2,096米，2005年人口262，人口密度為每平方公里23人。